# De handen van Che Guevara
De handen van Che Guevara (The hands of Che Guevara; Las manos de Che Guevara) is het documentaire-regiedebuut van de Nederlandse filmmaker Peter de Kock. De documentaire is een zoektocht naar de handen van de Latijns-Amerikaanse guerrillastrijder Che Guevara, die kort na zijn executie in 1967 van zijn lichaam werden afgehakt.
"De waarheid ligt verscholen in de verschillende interpretaties waaruit ze is opgebouwd." (Citaat toegeschreven aan Che Guevara.)
In 1997 werd het lichaam van Che Guevara ontdekt onder een landingsbaan in Bolivia. Met deze vondst leek het laatste mysterie over zijn leven en dood te zijn opgelost. Totdat bleek dat aan zijn lichaam de handen ontbraken.
Guevara's handen werden, na scheiding van het lichaam, in een pot met formaldehyde gestopt alvorens ze spoorloos verdwenen. De handen werden vervolgens gesmokkeld, verborgen, opgegraven en weer gestolen voordat ze aan hun clandestiene reis rond de wereld begonnen. 
De Kock vond al de betrokken personen, kreeg ze voor de camera en wist ze tot praten te bewegen. Dieven, smokkelaars en regeringsleiders vertellen over hun rol in deze groteske geschiedenis. Ieder van hen heeft een emotionele en dramatische getuigenis, langzaam echter werpt de vraag zich op welk verhaal het ware is. Deze spannende documentaire verkent hiermee de grens tussen geschiedschrijving en mythologie.